# قايناق
قايناق (بالأذرية: Qaynaq) هي قرية وبلدية في مقاطعة ترتر في أذربيجان. يبلغ سكانها 1,590 نسمة.